# Рене Жирар (футболіст)
Рене Жирар (фр. René Girard, нар. 4 квітня 1954, Вовер) — французький футболіст, що грав на позиції півзахисника. По завершенні ігрової кар'єри — футбольний тренер.
Усю ігрову кар'єру провів у двох клубах: «Нім» та «Бордо», у складі якого став триразовим чемпіоном Франції. Виступав за національну збірну Франції, зокрема,  на чемпіонаті світу 1982 року в Іспанії.

## Клубна кар'єра
Рене Жирар, народився в Вовері, в департаменті Гар на півдні Франції. Почав свою кар'єру в клубі «Нім» у 1972 році, де провів перші вісім сезонів. В 1970-ті роки «крокодили» був середняками вищого дивізіону чемпіонату Франції — Д 1. Влітку 1980 року перейшов у «Бордо», де тренер Еме Жаке створював майбутнього гранда французького клубного футболу 1980-х років. у «Бордо» почався період великих перемог, що включав три чемпіонські титули, два кубки Франції та Суперкубок.
У 1988 році, у 34-літньому віці Жирар повернувся у «Нім», який вже грав у Д 2. Провівши там три сезони, завершив професійну кар'єру.

### Клубна статистика. Чемпіонат та Кубки Франції. 1972-1991
| Сезон       | Клуб        | Ліга        | Чемпіонат  | Чемпіонат | Чемпіонат | Кубок Франції | Кубок Франції | Кубок Франції | Суперкубок | Суперкубок | Суперкубок |
| ----------- | ----------- | ----------- | ---------- | --------- | --------- | ------------- | ------------- | ------------- | ---------- | ---------- | ---------- |
| Сезон       | Клуб        | Ліга        | Досягнення | Матчі     | Голи      | Досягнення    | Матчі         | Голи          | Досягнення | Матчі      | Голи       |
| 1972-73     | «Нім»       | Д1          | 7          | 4         | 0         | —             | —             | —             | —          | —          | —          |
| 1973-74     | «Нім»       | Д1          | 9          | 3         | 0         | 1/16          | 1             | 0             | —          | —          | —          |
| 1974-75     | «Нім»       | Д1          | 4          | 35        | 5         | —             | —             | —             | —          | —          | —          |
| 1975-76     | «Нім»       | Д1          | 11         | 34        | 4         | 1/16          | 2             | 0             | —          | —          | —          |
| 1976-77     | «Нім»       | Д1          | 13         | 25        | 3         | 1/4           | 5             | 1             | —          | —          | —          |
| 1977-78     | «Нім»       | Д1          | 13         | 33        | 4         | 1/16          | 3             | 0             | —          | —          | —          |
| 1978-79     | «Нім»       | Д1          | 8          | 34        | 5         | —             | —             | —             | —          | —          | —          |
| 1979-80     | «Нім»       | Д1          | 10         | 34        | 6         | 1/16          | 3             | 1             | —          | —          | —          |
| 1980-81     | «Бордо»     | Д1          |            | 22        | 1         | 1/4           | 3             | 1             | —          | —          | —          |
| 1981-82     | «Бордо»     | Д1          | 4          | 24        | 1         | 1/4           | 6             | 0             | —          | —          | —          |
| 1982-83     | «Бордо»     | Д1          |            | 20        | 0         | 1/8           | 4             | 1             | —          | —          | —          |
| 1983-84     | «Бордо»     | Д1          |            | 29        | 2         | 1/8           | 3             | 1             | —          | —          | —          |
| 1984-85     | «Бордо»     | Д1          |            | 32        | 4         | 1/16          | 2             | 1             | (1)        | 1          | 0          |
| 1985-86     | «Бордо»     | Д1          |            | 31        | 2         |               | 9             | 2             | (2)        | 1          | 0          |
| 1986-87     | «Бордо»     | Д1          |            | 34        | 2         |               | 7             | 0             | —          | —          | —          |
| 1987-88     | «Бордо»     | Д1          |            | 38        | 5         | 1/32          | 1             | 0             | —          | —          | —          |
| 1988-89     | «Нім»       | Д2          |            | 25(3)     | 1         | —             | —             | —             | —          | —          | —          |
| 1989-90     | «Нім»       | Д2          |            | 33        | 1         | 1/8           | 5             | 0             | —          | —          | —          |
| 1990-91     | «Нім»       | Д2          |            | 34(4)     | 3         | 1/128         | 1             | 0             | —          | —          | —          |
| Всього      | «Нім»       | Д1          | 8 сезонів  | 202       | 27        | 5 сезонів     | 14            | 2             | —          | —          | —          |
| Всього      | «Бордо»     | Д1          | 8 сезонів  | 240       | 17        | 8 сезонів     | 35            | 6             | 2 сезони   | 2          | 0          |
| Всього      | «Нім »      | Д2          | 3 сезони   | 92        | 5         | 2 сезони      | 6             | 0             | —          | —          | —          |
| ВСЬОГО в Д1 | ВСЬОГО в Д1 | ВСЬОГО в Д1 | 16 сезонів | 442       | 44        | 13 сезонів    | 49            | 8             | 2 сезони   | 2          | 0          |
| ВСЬОГО      | ВСЬОГО      | ВСЬОГО      | 19 сезонів | 534       | 49        | 15 сезонів    | 55            | 8             | 2 сезони   | 2          | 0          |

 (1) —  у 1955–1973, 1985–86 роках приз мав назву Виклик чемпіонів (фр. Challenge des champions). Матч відбувся в Бордо 18 грудня 1985 року. «Бордо» — чемпіон  Франції поступився володарю Кубка — «Монако». Основний та додатковий час — 1:1, пен. — 7:8. Жирар зіграв весь матч.
 (2)— Матч відбувся в Пуент-а-Пітр, Гваделупа 23 січня 1987 року. «Бордо» — чемпіон  Франції переміг володаря Кубка — «Парі Сен-Жермен» — 1:0. Жирар зіграв весь матч.
 (3)— у  сезоні 1988-89 «Нім» зайняв 2 місце в Д2 і грав 3 перехідні матчі за право грати в Д1. Результати тих ігор: «Нім»—«Ренн» 1:0; «Брест»—«Нім»3:0 та 0:1. Жирар зіграв у всіх 3 іграх, не відзначившись в жодній. Ці матчі не враховані у даній таблиці.
 (4)— у  сезоні 1990-91 «Нім» зайняв 1 місце в групі А Д2 і грав 2 матчі з переможцем групи  В в Матчі чемпіонів. Результати тих ігор: «Гавр»—«Нім» 3:0 та 0:0. Жирар зіграв у цих 2 іграх, не відзначившись в жодній. Ці матчі не враховані у даній таблиці.

## Єврокубки
З 7 стартів у європейських клубних турнірах найкращі досягнення — півфінали у розіграшах Кубка чемпіонів 1984-85 та Кубка кубків 1986-87 у складі «Бордо».
Свою першу гру в єврокубках провів у складі «Бордо» проти ісландського клубу «Вікінґур» у стартовій грі за Кубок УЄФА восени 1981 року.
А у першому матчі 1/32 фіналу Кубка УЄФА сезону 1983-84 з східнонімецьким клубом «Локомотив (Лейпциг)» відкрив рахунок у своєму особистому заліку в турнірах УЄФА. Той матч французи програли — 2:3.
Слід відзначити також участь у першому поєдинку чвертьфіналу Кубка чемпіонів сезону 1984-85 з «Дніпром», що проходив у Бордо — 1:1. А у півфіналі «Бордо» поступився туринському «Ювентусу», з Мішелем Платіні на чолі.
В сезоні 1986-87 «Бордо» виступав у Кубку кубків. У першому матчі 1/16 фіналу у гостях в Ірландії проти «Вотерфорд Юнайтед», забив свій другий і останній гол, допомігши здобути перемогу — 1:2. У повторному півфінальному поєдинку цього ж розіграшу Кубка кубків проти «старого знайомого» — лейпцігського «Локомотива» у гостях Рене хоча й реалізував свій удар у серії післяматчевих пенальті, проте, в підсумку «Бордо» поступився — 5:6 (хоча виграв у основний час — 1:0), і вибув зі змагань.
Остання гра у євротурнірах, для майже 34-річного ветерана, повторний чвертьфінальний матч Кубка чемпіонів в Ейндговені з місцевим ПСВ весною 1988 року — 0:0.

### Статистика виступів у єврокубках по сезонах
| Сезон             | Клуб              | Турнір          | Досягнення    | Матчі | Перемоги | Нічиї | Поразки | Голи |
| ----------------- | ----------------- | --------------- | ------------- | ----- | -------- | ----- | ------- | ---- |
| 1981-82           | «Бордо»           | Кубок УЄФА      | 1/16 фіналу   | 3     | 3        | 0     | 0       | 0    |
| 1982-83           | «Бордо»           | Кубок УЄФА      | 1/8 фіналу    | 2     | 1        | 0     | 1       | 0    |
| 1983-84           | «Бордо»           | Кубок УЄФА      | 1/32 фіналу   | 2     | 0        | 0     | 2       | 1    |
| 1984-85           | «Бордо»           | Кубок чемпіонів | Півфінал      | 7     | 3        | 3     | 1       | 0    |
| 1985-86           | «Бордо»           | Кубок чемпіонів | 1/16 фіналу   | 1     | 0        | 0     | 1       | 0    |
| 1986-87           | «Бордо»           | Кубок кубків    | Півфінал      | 8     | 5        | 1     | 2       | 1    |
| 1987-88           | «Бордо»           | Кубок чемпіонів | 1/4 фіналу    | 5     | 2        | 3     | 0       | 0    |
| ВСЬОГО за кар'єру | ВСЬОГО за кар'єру | 7 євросезонів   | 7 євросезонів | 28    | 14       | 7     | 7       | 2    |

### Статистика по турнірах
| Турнір          | Сезони | Матчі | Перемоги | Нічиї | Поразки | Голи |
| --------------- | ------ | ----- | -------- | ----- | ------- | ---- |
| Кубок чемпіонів | 3      | 13    | 5        | 6     | 2       | 0    |
| Кубок кубків    | 1      | 8     | 5        | 1     | 2       | 1    |
| Кубок УЄФА      | 3      | 7     | 4        | 0     | 3       | 1    |

### Єврокубкова статистика: сезони, турніри, матчі, голи
(1) — перший матч;

 (2) — матч-відповідь;

 (3) — реалізував післяматчевий пенальті.

## Виступи за збірну
Менше року тривала кар'єра Жирара в збірній Франції. 14 жовтня 1981 року він дебютував у складі триколірних в матчі зі збірною Ірландії в Дубліні в кваліфікації на чемпіонат світу 1982 року в Іспанії.
Тренер Мішеля Ідальго ввів його до складу національної команди для виступів на іспанському чемпіонаті світу. На мундіалі Рене провів 5 ігор. 10 липня 1982 року в Аліканте у матчі за 3-тє місце зі збірною Польщі він забив свій єдиний м'яч за збірну. Проте після цього до збірної більше не запрошувався.

### На чемпіонатах світу
У складі збірної був учасником:
- чемпіонату світу 1982 року в Іспанії, на якому французи були 4-ми;

| Рік  | Турнір          | Місце | Матчі | Перемоги | Нічиї | Поразки | Голи |
| ---- | --------------- | ----- | ----- | -------- | ----- | ------- | ---- |
| 1982 | Чемпіонат світу | 4     | 5     | 2        | 1     | 2       | 1    |

### Статистика матчів за збірну
| Турнір           | Матчі | Перемоги | Нічиї | Поразки | Голи |
| ---------------- | ----- | -------- | ----- | ------- | ---- |
| Товариські матчі | 1     | 1        | 0     | 0       | 0    |
| Чемпіонат Європи | —     | —        | —     | —       | —    |
| Кваліфікація ЧЄ  | —     | —        | —     | —       | —    |
| Чемпіонат світу  | 5     | 2        | 1     | 2       | 1    |
| Кваліфікація ЧС  | 1     | 0        | 0     | 1       | 0    |
| ВСЬОГО           | 7     | 3        | 1     | 3       | 1    |

## Кар'єра тренера
Після закінчення кар'єри гравця, Жирар став тренером, очоливши у 1991 році рідний «Нім», який тренував з перервами до 1994 року. Без особливих звитяг очолював команди «По» та «Страсбур».
З 2002 року працював у Федерації футболу Франції тренером юніорських та молодіжної збірних. Був учасником чемпіонату Європи серед юніорів (U-19) 2003 року в Ліхтенштейні.
У 2006 році вивів молодіжну збірну у півфінал чемпіонату Європи в Португалії.
З 2009 року протягом 4 сезонів стає на чолі «Монпельє». Клуб вперше стає чемпіоном Франції весною 2012, а Рене стає лауреатом почесного звання «Тренер року», як від тижневика Франс Футбол, так і від Національного союзу професійних футболістів (НСПФ, фр. UNFP).
У 2013 році переходить в «Лілль», і вже за підсумками першого сезону стає «Тренером року», згідно НСПФ.
Влітку 2016 року на півсезону став головним тренером «Нанта».
З 2020 року очолив друголіговий «Париж».

## Статистика

### Клубна
| Чемпіонат | Чемпіонат | Чемпіонат  | Ліга | Ліга |
| Сезон     | Клуб      | Ліга       | Ігри | Голи |
| Франція   | Франція   | Франція    | Ліга | Ліга |
| --------- | --------- | ---------- | ---- | ---- |
| 1972/73   | «Нім»     | Дивізіон 1 | 4    | 0    |
| 1973/74   | «Нім»     | Дивізіон 1 | 3    | 0    |
| 1974/75   | «Нім»     | Дивізіон 1 | 35   | 5    |
| 1975/76   | «Нім»     | Дивізіон 1 | 34   | 4    |
| 1976/77   | «Нім»     | Дивізіон 1 | 25   | 3    |
| 1977/78   | «Нім»     | Дивізіон 1 | 33   | 4    |
| 1978/79   | «Нім»     | Дивізіон 1 | 34   | 5    |
| 1979/80   | «Нім»     | Дивізіон 1 | 34   | 6    |
| 1980/81   | «Бордо»   | Дивізіон 1 | 22   | 1    |
| 1981/82   | «Бордо»   | Дивізіон 1 | 34   | 1    |
| 1982/83   | «Бордо»   | Дивізіон 1 | 20   | 0    |
| 1983/84   | «Бордо»   | Дивізіон 1 | 29   | 2    |
| 1984/85   | «Бордо»   | Дивізіон 1 | 32   | 4    |
| 1985/86   | «Бордо»   | Дивізіон 1 | 31   | 2    |
| 1986/87   | «Бордо»   | Дивізіон 1 | 34   | 2    |
| 1987/88   | «Бордо»   | Дивізіон 1 | 38   | 5    |
| 1988/89   | «Нім»     | Дивізіон 2 | 25   | 1    |
| 1989/90   | «Нім»     | Дивізіон 2 | 33   | 1    |
| 1990/91   | «Нім»     | Дивізіон 2 | 34   | 3    |
| Країна    | Франція   | Франція    | 534  | 49   |
| Всього    | Всього    | Всього     | 534  | 49   |

### Збірна
| Збірна Франції | Збірна Франції | Збірна Франції |
| Роки           | Ігри           | Голи           |
| -------------- | -------------- | -------------- |
| 1981           | 1              | 0              |
| 1982           | 6              | 1              |
| Всього         | 7              | 1              |

## Досягнення

### Гравець

#### Бордо
- Чемпіон Франції: 1983-84, 1984-85, 1986-87
- Володар Кубка Франції: 1985-86, 1986-87
- Володар Суперкубка Франції: 1986
- Півфіналіст Кубка чемпіонів: 1984-85

#### Збірна Франції
- Чемпіонат світу 1982 року: 4-е місце

### Тренер

#### «Монпельє»
- Чемпіон Франції: 2011-12

#### Індивідуальні
- Тренер року у Франції (згідно Франс Футбол):
  - «Монпельє»: 2012
- Тренер року у Франції (згідно НСПФ):
  - «Монпельє»: 2012
  - «Лілль»: 2014